# Веллінгтон Фенікс
Ве́ллінгтон Фе́нікс (англ. Wellington Phoenix FC)  — професіональний футбольний клуб А-ліги Австралії з міста Веллінгтон, Нова Зеландія.

## Історія клубу
Клуб засновано в 2007 році. Веллінгтон фенікс став першим новозеландським клубом, що вийшов до стадії плей-оф австралійської А-ліги.

## Склад команди
Відповідно до офіційного сайту клубу станом на червень 2010 року: 
| №  | Поз. | Нац.          | Гравець           |
| -- | ---- | ------------- | ----------------- |
| 1  | ВР   | Нова Зеландія | Марк Пастон       |
| 2  | ЗХ   | Мальта        | Еммануель Мускат  |
| 3  | ЗХ   | Нова Зеландія | Тоні Локгед       |
| 5  | ПЗ   | Бразилія      | Дієго Волш        |
| 6  | ПЗ   | Нова Зеландія | Тім Браун         |
| 7  | ПЗ   | Нова Зеландія | Лео Бертос        |
| 8  | НП   | Барбадос      | Пол Іфілл         |
| 9  | НП   | Англія        | Кріс Грінакр      |
| 10 | НП   | Австралія     | Ділан Макаллістер |

| №  | Поз. | Нац.          | Гравець             |
| -- | ---- | ------------- | ------------------- |
| 11 | ПЗ   | Бразилія      | Даніель Лінс Кортес |
| 13 | ЗХ   | Австралія     | Трой Герфілд        |
| 17 | ПЗ   | Австралія     | Вінс Ліа            |
| 18 | ЗХ   | Нова Зеландія | Бен Зігмунд         |
| 20 | ВР   | Австралія     | Ріс Кроутер         |
| 21 | ПЗ   | Нова Зеландія | Марко Рояс          |
| 22 | ЗХ   | Австралія     | Ендрю Дуранте (К)   |
| 23 | ЗХ   | Нова Зеландія | Джеймс Муса         |